# Nana Attakora
Nana Attakora (North York, Canadá; 27 de marzo de 1989) es un futbolista canadiense. Se desempeña en la posición de defensor y actualmente milita en el Ottawa Fury FC de la USL Championship.

## Biografía
Es hijo de padre ghanés, nacido en Kumasi. Aunque, se trasladó con su familia desde North York a Brampton; comenzó a jugar a los 5 años en Brampton SC.[cita requerida]

## Selección
| Club                | País   | Año           | Partidos | Goles |
| ------------------- | ------ | ------------- | -------- | ----- |
| Selección de Canadá | Canadá | 2010-presente | 9        | 0     |
| Selección sub-23    | Canadá | 2012          | 3        | 0     |

## Clubes
| Club                     | País           | Año             |
| ------------------------ | -------------- | --------------- |
| Toronto FC               | Canadá         | 2008 - 2011     |
| San Jose Earthquakes     | Estados Unidos | 2011            |
| Haka                     | Finlandia      | 2012            |
| San Jose Earthquakes     | Estados Unidos | 2013            |
| DC United                | Estados Unidos | 2014            |
| San Antonio Scorpions    | Estados Unidos | 2015            |
| Fort Lauderdale Strikers | Estados Unidos | 2016            |
| San Francisco Deltas FC  | Estados Unidos | 2017            |
| Ottawa Fury FC           | Canadá         | 2018 - Presente |